# George Poindexter
George Poindexter (Louisa megye, 1779 – Jackson, 1853. szeptember 5. vagy 1853. szeptember 15.) az Amerikai Egyesült Államok Mississippi államának szenátora.